# Bone Machine
Bone Machine er et album fra Tom Waits, der udkom i 1992.
Albummet var et musikalsk vendepunkt i forhold de tre tidligere albums Swordfishtrombone, Rain Dogs og Franks Wild Years, som fulgte en "cabaret-agtig" rød tråd. Dette stilskifte er kendetegnende for de næste to studie albums Mule Variations og Real Gone, hvor lyden bliver forringet, støjende og til tider antimusikalsk, og hvor der er meget baggrundslyd. Bone Machine er minimalistisk, rå og metallisk og til en vis grad industriel i sin lyd. Lyden af albummet er også titlen på albummet, hvor Bone (engelsk for knogle) og Machine (engelsk for maskine) giver et indtryk af lyden og rytmen.
Dette album giver også Tom Waits kaldenavnet Human Beatbox (engelsk for menneskelig rytmeboks), hvor han bruger sin vokal som grundlæggende rytme eller instrument.
Det danske cover-band Bonemachine med Thorbjørn Risager som forsanger har taget sit navn efter dette album.